# Юриккаярви (озеро, Костомукшский городской округ)
Юриккаярви (Юрико-ярви, Юрико) — пресноводное озеро на территории Костомукшского городского округа Республики Карелии.

## Общие сведения
Площадь озера — 2,1 км², площадь водосборного бассейна — 241 км². Располагается на высоте 148,9 метров над уровнем моря.
Форма озера лопастная, дугообразная, продолговатая: оно вытянуто с северо-востока на юго-запад. Берега изрезанные, каменисто-песчаные, местами заболоченные.
Через озеро протекает река Кенто, впадающая в озеро Юляярви, которое протокой сообщается с озером Алаярви. Воды из последнего через протоку Ельмане уже втекают в озеро Среднее Куйто.
Код объекта в государственном водном реестре — 02020000811102000004777.